# Elena Grudneva
Elena Aleksandrovna Grudneva (in russo Елена Александровна Груднева?; Kemerovo, 21 febbraio 1974) è un'ex ginnasta russa, fino al 1991 sovietica.

## Palmarès

### Olimpiadi
- 1 medaglia:
  - 1 oro (Barcellona 1992 nel concorso a squadre[1])

### Mondiali
- 1 medaglia:
  - 1 oro (Indianapolis 1991 nel concorso a squadre[2])

### Europei
- 1 medaglia:
  - 1 bronzo (Nantes 1992 nelle parallele asimmetriche[3])